# Трансцендентальная иллюзия
Трансцендентальная иллюзия — термин, введённый философом Иммануилом Кантом, для обозначения системы философско-этических учений, постулатов и доказательств, пытающихся объяснить феномены запредельного по отношению к миру явлений и недоступного познанию (трансцендентного), на основании эмпирического опыта. В частности, к трансцендентальной иллюзии Кант относил систему доказательств бытия Бога, разработанную Св. Фомой Аквинским.